# Câu lạc bộ bóng đá Sông Lam Nghệ An mùa bóng 2023–24
Mùa bóng 2023-24 là mùa giải chính thức thứ 44 trong lịch sử của câu lạc bộ bóng đá Sông Lam Nghệ An và là mùa thứ 24 liên tiếp đội bóng thi đấu tại V.League 1, giải bóng đá cấp độ cao nhất trong hệ thống giải đấu của bóng đá Việt Nam.

## Đội hình
Tính đến mùa giải V.League 2023-24
Ghi chú: Quốc kỳ chỉ đội tuyển quốc gia được xác định rõ trong điều lệ tư cách FIFA. Các cầu thủ có thể giữ hơn một quốc tịch ngoài FIFA.
| Số | VT | Quốc gia | Cầu thủ           |
| -- | -- | -------- | ----------------- |
| 1  | TM | Việt Nam | Nguyễn Văn Việt   |
| 2  | HV | Việt Nam | Vương Văn Huy     |
| 3  | HV | Việt Nam | Lê Nguyên Hoàng   |
| 5  | HV | Việt Nam | Lê Văn Thành      |
| 6  | HV | Việt Nam | Trần Đình Hoàng   |
| 7  | TĐ | Nigeria  | Michael Olaha     |
| 10 | TV | Việt Nam | Đinh Xuân Tiến    |
| 11 | TV | Việt Nam | Trần Mạnh Quỳnh   |
| 12 | HV | Việt Nam | Bùi Thanh Đức     |
| 15 | HV | Việt Nam | Hồ Khắc Lương     |
| 16 | TV | Việt Nam | Nguyễn Quang Vinh |
| 17 | TV | Việt Nam | Trần Nam Hải      |
| 18 | TĐ | Việt Nam | Hồ Phúc Tịnh      |

| Số | VT | Quốc gia | Cầu thủ          |
| -- | -- | -------- | ---------------- |
| 19 | TV | Việt Nam | Phan Bá Quyền    |
| 20 | TĐ | Việt Nam | Ngô Văn Lương    |
| 21 | TĐ | Việt Nam | Phan Xuân Đại    |
| 22 | TV | Việt Nam | Nguyễn Xuân Bình |
| 24 | TV | Việt Nam | Lê Văn Quý       |
| 26 | TM | Việt Nam | Cao Văn Bình     |
| 27 | TV | Việt Nam | Ngô Văn Bắc      |
| 28 | TV | Việt Nam | Nguyễn Văn Bách  |
| 29 | TV | Việt Nam | Đặng Quang Tú    |
| 30 | HV | Việt Nam | Hồ Văn Cường     |
| 33 | HV | Việt Nam | Phan Văn Thành   |
| 38 | TĐ | Việt Nam | Lê Đình Long Vũ  |

## Chuyển nhượng

### Chuyển đến
| # | VT | Cầu thủ                | Từ                   | Phí | Ref. |
| - | -- | ---------------------- | -------------------- | --- | ---- |
| 1 | HV | Mario Zebic            | FC Arges             |     |      |
| 2 | TM | Cao Văn Bình           | Trẻ Sông Lam Nghệ An |     |      |
| 3 | HV | Lê Nguyên Hoàng        | Trẻ Sông Lam Nghệ An |     |      |
| 4 | TV | Nguyễn Quang Vinh      | Trẻ Sông Lam Nghệ An |     |      |
| 5 | TV | Phan Bá Quyền          | Trẻ Sông Lam Nghệ An |     |      |
| 6 | TV | Lê Văn Quý             | Trẻ Sông Lam Nghệ An |     |      |
| 7 | TV | Ngô Văn Bắc            | Trẻ Sông Lam Nghệ An |     |      |
| 8 | TV | Đặng Quang Tú          | Trẻ Sông Lam Nghệ An |     |      |
| 9 | TĐ | Raphael Success (Mượn) | Công an Hà Nội       |     |      |

### Rời đi
| # | VT | Cầu thủ          | Đến                   | Phí | Ref. |
| - | -- | ---------------- | --------------------- | --- | ---- |
| 1 | HV | Vytas Gaspuitis  |                       |     |      |
| 2 | TĐ | Jordy Soladio    | FCV Dender EH         |     |      |
| 3 | HV | Quế Ngọc Hải     | Becamex Bình Dương    |     |      |
| 4 | TV | Phạm Xuân Mạnh   | Hà Nội (Mượn)         |     |      |
| 5 | TM | Nguyễn Văn Hoàng | Hà Nội                |     |      |
| 6 | TV | Hồ Sỹ Sâm        | Hồng Lĩnh Hà Tĩnh     |     |      |
| 7 | TV | Trần Đình Tiến   | Hồng Lĩnh Hà Tĩnh     |     |      |
| 8 | HV | Hồ Văn Cường     | Công an Hà Nội (Mượn) |     |      |

## Mùa giải

### GIẢI VÔ ĐỊCH QUỐC GIA
Lịch thi đấu Giải bóng đá Vô địch Quốc gia 2023–24 được công bố vào ngày 22 tháng 09 năm 2023.

#### Bảng xếp hạng
| VT | Đội                      | ST | T | H | B  | BT | BB | HS  | Đ  | Giành quyền tham dự hoặc xuống hạng |
| -- | ------------------------ | -- | - | - | -- | -- | -- | --- | -- | ----------------------------------- |
| 10 | LPBank Hoàng Anh Gia Lai | 26 | 8 | 8 | 10 | 22 | 35 | −13 | 32 |                                     |
| 11 | Quảng Nam                | 26 | 8 | 8 | 10 | 34 | 36 | −2  | 32 |                                     |
| 12 | Sông Lam Nghệ An         | 26 | 7 | 9 | 10 | 27 | 32 | −5  | 30 |                                     |
| 13 | Hồng Lĩnh Hà Tĩnh (O)    | 26 | 7 | 9 | 10 | 25 | 32 | −7  | 30 | Tham dự play-off                    |
| 14 | Khánh Hòa (R)            | 26 | 2 | 5 | 19 | 19 | 52 | −33 | 11 | Xuống hạng V.League 2 2024–25       |

1. 1 2  Kết quả đối đầu: LPBank Hoàng Anh Gia Lai 0–0 Quảng Nam, Quảng Nam 1–1 LPBank Hoàng Anh Gia Lai. LPBank Hoàng Anh Gia Lai xếp trên nhờ bàn thắng sân khách.